# Stéphane Bernadis
Stéphane Bernadis (Boulogne-Billancourt, 23 februari 1974) is een Frans voormalig kunstschaatser. Hij nam met zijn schaatspartner Sarah Abitbol deel aan de Olympische Winterspelen in Nagano; het paar werd er zesde. Het duo was tienvoudig Frans kampioen.

## Biografie
Door zijn moeder, de Engelse kunstrijdster Donna Davies, begon Bernadis op achtjarige leeftijd met kunstschaatsen. Zij had het Britse nationale team gehaald, maar een blessure maakte een voortijdig einde aan haar sportieve carrière. Bernadis ging in 1992 een samenwerking aan met Sarah Abitbol. Het paar werd tien keer Frans kampioen. Abitbol en Bernadis deden in 1993 voor het eerst mee aan de Europese kampioenschappen. Ze wonnen uiteindelijk zeven EK-medailles: vijf keer brons, twee keer zilver. Tijdens de wereldkampioenschappen in 2000 werd Bernadis bij het openen van de deur naar zijn hotelkamer door een onbekende met een mes aangevallen; hij hield er een grote wond in zijn linkerarm aan over. Hij zou drie weken tevoren al zijn bedreigd. Abitbol en Bernadis veroverden er uiteindelijk de bronzen medaille. Ze waren hiermee tegelijkertijd de eerste Franse kunstschaatsers die een WK-medaille wonnen sinds Andrée Joly en Pierre Brunet goud wonnen in 1932. Het paar deed één keer mee aan de Olympische Winterspelen (1998, Nagano) en werd er zesde. In 2002 zouden ze worden afgevaardigd naar de Olympische Winterspelen in Salt Lake City, maar ze moesten voortijdig afhaken nadat Abitbol haar achillespees scheurde tijdens een training.
Bernadis huwde in 2003 en is vader van een dochter (geboren in 2008).

## Belangrijke resultaten
1992-2003 met Sarah Abitbol
| Kampioenschap           | 92/93  | 93/94 | 94/95 | 95/96 | 96/97 | 97/98 | 98/99 | 99/00  | 00/01  | 01/02  | 02/03  |
| ----------------------- | ------ | ----- | ----- | ----- | ----- | ----- | ----- | ------ | ------ | ------ | ------ |
| Olympische Spelen       |        |       |       |       |       | 6e    |       |        |        | t.z.t. |        |
| Wereldkampioenschap     | 19e    |       | 9e    | 11e   | 7e    | 8e    | 5e    | Brons  | t.z.t. |        | 12e    |
| Europees kampioenschap  | 14e    | 15e   | 7e    | Brons | 4e    | Brons | Brons | Brons  | Brons  | Zilver | Zilver |
| Grand Prix-finale       |        |       |       |       |       |       | 4e    | Zilver | 5e     | 6e     |        |
| Nationaal kampioenschap | Zilver | Goud  | Goud  | Goud  | Goud  | Goud  | Goud  | Goud   | Goud   | Goud   | Goud   |

t.z.t. = trokken zich terug
- Bibliothèque nationale de France: cb14408966r (data)
- International Standard Name Identifier: 0000 0000 0116 4673
- Virtual International Authority File: 59298261